# Eishockey-Europameisterschaft der U19-Junioren 1968
Die 1. Eishockey-Europameisterschaft der U19-Junioren fand vom 26. Dezember 1967 bis zum 3. Januar 1968 in Tampere in Finnland statt.
Es nahmen sechs Mannschaften teil, die zuvor durch Qualifikationsspiele im November und Dezember 1967 ermittelt wurden. Der Letztplatzierte des Turniers sollte in die im Folgejahr neu eingeführte B-Gruppe absteigen. Jedoch verzichtete die DDR dort auf die Teilnahme.

## Qualifikation
|  | Schweiz    | 1:3 1:10  | DDR       | Schaffhausen Crimmitschau |
|  | UdSSR      | 9:1 4:0   | Bulgarien | Reims                     |
|  | Schweden   | 17:0 18:1 | Norwegen  | Sarpsborg Oslo            |
|  | Frankreich | 1:16 6:6  | Polen     | Reims                     |

Reguläre Hin- und Rückspiele gab es nur zwischen der Schweiz und der DDR (in Schaffhausen bzw. Crimmitschau). Beide Spiele zwischen Norwegen und Schweden wurden in den norwegischen Städten Sarpsborg und Oslo ausgetragen. Die Spiele zwischen Frankreich und Polen sowie der UdSSR und Bulgarien fanden im französischen Reims statt.
Finnland war als Gastgeber direkt qualifiziert. Die Tschechoslowakei qualifizierte sich durch den Verzicht der westdeutschen Mannschaft.

## Turnier
| Spiele              | TCH  | URS  | SWE  | FIN | POL  | DDR  | Tore  | Pkt.  |
| ------------------- | ---- | ---- | ---- | --- | ---- | ---- | ----- | ----- |
| 1. Tschechoslowakei |      | 4:3  | 5:2  | 8:5 | 14:4 | 15:0 | 46:14 | 10:0  |
| 2. UdSSR            | 3:4  |      | 6:4  | 5:2 | 16:2 | 9:2  | 39:14 | 08:02 |
| 3. Schweden         | 2:5  | 4:6  |      | 4:2 | 5:5  | 21:1 | 36:19 | 05:05 |
| 4. Finnland         | 5:8  | 2:5  | 2:4  |     | 9:1  | 8:3  | 26:21 | 04:06 |
| 5. Polen            | 4:14 | 2:16 | 5:5  | 1:9 |      | 7:2  | 19:46 | 03:07 |
| 6. DDR              | 0:15 | 2:9  | 1:21 | 3:8 | 2:7  |      | 08:60 | 00:10 |

### Europameistermannschaft: Tschechoslowakei
| U19-Europameister Tschechoslowakei | Jiří Crha, Milan Magdalík – Vladimír Bednář, Josef Gabriel, Jaromír Hanačík, Jaroslav Kohout, František Zelenický – Pavel Bureš, Bohuslav Ebermann, Július Haas, Milan Hejduk, Jiří Janák, Vladimír Martinec, Jiří Novák, Josef Paleček, Karel Ruml, Marek Sýkora, Jiří Vodák Trainer: J. Hertl |

### Auszeichnungen
| Auszeichnung       | Spieler           | Team             |
| ------------------ | ----------------- | ---------------- |
| Top-Scorer         | Walenty Ziętara   | Polen            |
| Bester Torhüter    | Jiří Crha         | Tschechoslowakei |
| Bester Verteidiger | Waleri Wassilijew | UdSSR            |
| Bester Stürmer     | Walenty Ziętara   | Polen            |

All-Star-Team
| Angriff:      | Walenty Ziętara – Július Haas – Karel Ruml |
| Verteidigung: | Waleri Wassilijew – Stig Östling           |
| Tor:          | Jiří Crha                                  |